# Zvonko Petričević
Zvonko Petricevic, fue un jugador de baloncesto serbio. Nació el 26 de julio de 1940, en Prizren, RFS Yugoslavia.  Representó al equipo nacional de baloncesto de Yugoslavia a nivel internacional. Petričević fue miembro del equipo nacional de Yugoslavia que compitió en el torneo masculino en los Juegos Olímpicos de verano de 1960 Consiguió 4 medallas en competiciones internacionales con Yugoslavia.